# Sormonne
Pour les articles homonymes, voir Sormonne (homonymie).
Sormonne est une commune française, située dans le département des Ardennes en région Grand Est.

## Géographie
|                 | Harcy               | Lonny          |
| Murtin-et-Bogny | Sormonne            |                |
|                 | Remilly-les-Pothées | Ham-les-Moines |

La Sormonne est également le nom de la rivière qui traverse le territoire de la commune et qui se jette dans la Meuse sur le territoire de la commune de Warcq.

### Hydrographie
La commune est dans le bassin versant de la Meuse au sein du bassin Rhin-Meuse. Elle est drainée par la Sormonne et l'Audry,.
La Sormonne, d'une longueur de 56 km, prend sa source dans la commune de Taillette et se jette  dans la Meuse à Warcq, après avoir traversé 23 communes. 

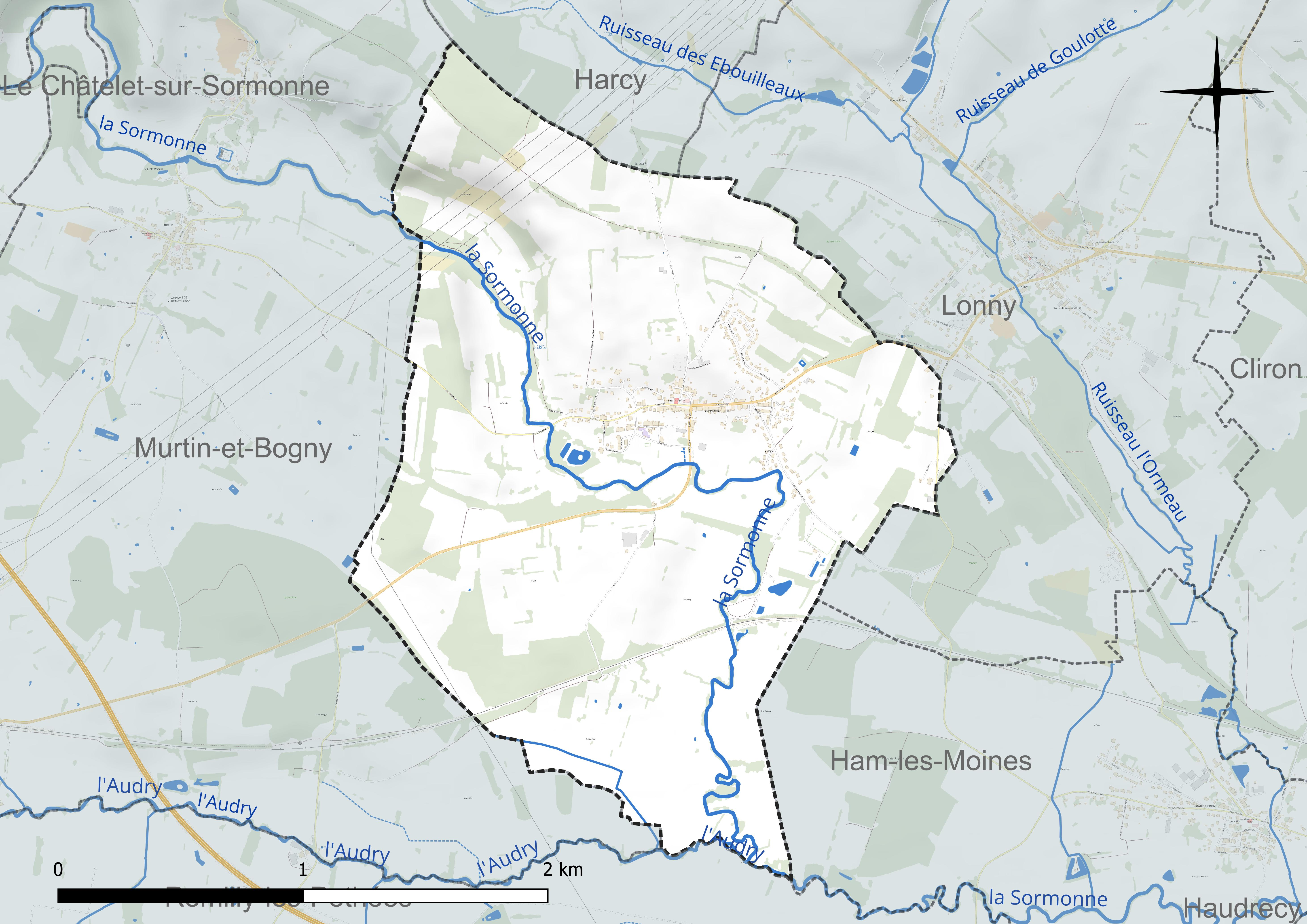
Réseau hydrographique de Sormonne.

L'Audry, d'une longueur de 20 km, prend sa source dans la commune de Marlemont et se jette  dans la Sormonne à Remilly-les-Pothées, après avoir traversé neuf communes. 

### Climat
Pour des articles plus généraux, voir Climat du Grand Est et Climat des Ardennes.
En 2010, le climat de la commune est de type climat des marges montargnardes, selon une étude du Centre national de la recherche scientifique s'appuyant sur une série de données couvrant la période 1971-2000. En 2020, Météo-France publie une typologie des climats de la France métropolitaine dans laquelle la commune est exposée à un climat océanique altéré et est dans la région climatique  Nord-est du bassin Parisien, caractérisée par un ensoleillement médiocre, une pluviométrie moyenne régulièrement répartie au cours de l’année et un hiver froid (3 °C). 
Pour la période 1971-2000, la température annuelle moyenne est de 9,7 °C, avec une amplitude thermique annuelle de 14,8 °C. Le cumul annuel moyen de précipitations est de 925 mm, avec 12,9 jours de précipitations en janvier et 9,6 jours en juillet. Pour la période 1991-2020, la température moyenne annuelle observée sur la station météorologique de Météo-France la plus proche, « Charleville-Méz. », sur la commune de Charleville-Mézières à 12 km à vol d'oiseau, est de 9,9 °C et le cumul annuel moyen de précipitations est de 928,4 mm. 
La température maximale relevée sur cette station est de 39,2 °C, atteinte le 25 juillet 2019 ; la température minimale est de −17,5 °C, atteinte le 1er janvier 1997,,. 
Les paramètres climatiques de la commune ont été estimés pour le milieu du siècle (2041-2070) selon différents scénarios d'émission de gaz à effet de serre à partir des nouvelles projections climatiques de référence DRIAS-2020. Ils sont consultables sur un site dédié publié par Météo-France en novembre 2022.

## Urbanisme

### Typologie
Au 1er janvier 2024, Sormonne est catégorisée bourg rural, selon la nouvelle grille communale de densité à 7 niveaux définie par l'Insee en 2022.
Elle est située hors unité urbaine. Par ailleurs la commune fait partie de l'aire d'attraction de Charleville-Mézières, dont elle est une commune de la couronne,. Cette aire, qui regroupe 132 communes, est catégorisée dans les aires de 50 000 à moins de 200 000 habitants,.

### Occupation des sols
L'occupation des sols de la commune, telle qu'elle ressort de la base de données européenne d’occupation biophysique des sols Corine Land Cover (CLC), est marquée par l'importance des territoires agricoles (88,5 % en 2018), en diminution par rapport à 1990 (91,5 %). La répartition détaillée en 2018 est la suivante : 
prairies (61,8 %), zones agricoles hétérogènes (16,2 %), terres arables (10,5 %), zones urbanisées (8,9 %), forêts (2,6 %). L'évolution de l’occupation des sols de la commune et de ses infrastructures peut être observée sur les différentes représentations cartographiques du territoire : la carte de Cassini (XVIIIe siècle), la carte d'état-major (1820-1866) et les cartes ou photos aériennes de l'IGN pour la période actuelle (1950 à aujourd'hui).

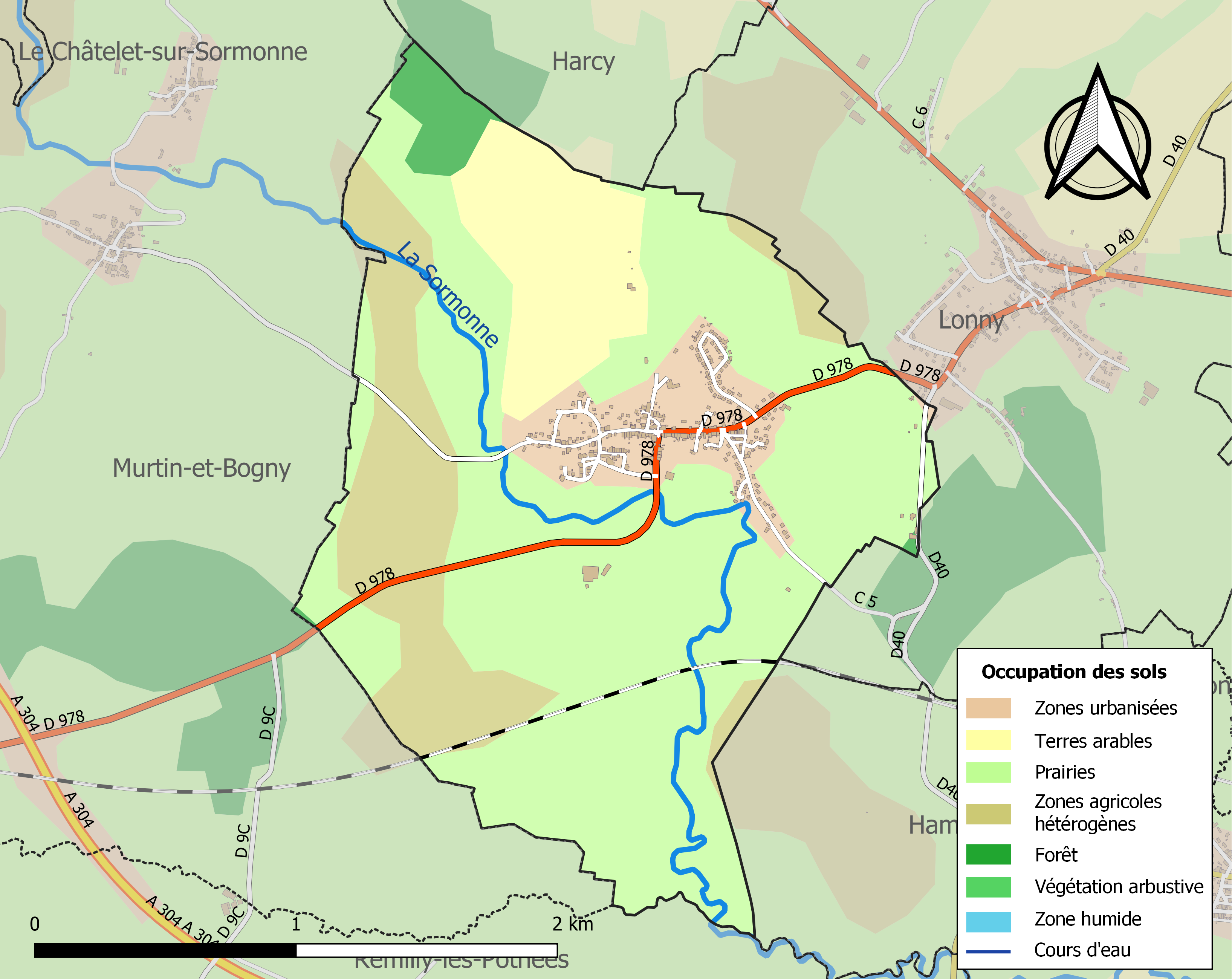
Carte des infrastructures et de l'occupation des sols de la commune en 2018 (CLC).

## Toponymie
Sormonne est un village construit sur un bras de la rivière qui lui a donné son nom. On suppose que ce nom, Sormonne, serait dérivé de Sermonne, "Sulmone" (en latin), signifiant saumon.

## Histoire
L’origine du village est ancienne : le nom de Sormonne est déjà cité au XIIe siècle. La terre de Sormonne appartenait alors au domaine des seigneurs de Montcornet qui possédaient aussi le château. Celui-ci était construit sur la rive gauche de la rivière. Il était difficile d’accès grâce à ses douves remplies d’eau. Le château a été détruit vers 1789 au moment de la Révolution. Il ne subsiste aucune ruine du château et à son emplacement.
Vers 1250, Nicolas, seigneur de Rumigny, approuve la donation de la dîme de Sormonne, de Harcy et de Montcornet, faite au monastère de Saint-Nicaise de Reims par Albric, chevalier de Lislet.

## Politique et administration
| Période                                  | Période  | Identité        | Étiquette | Qualité                                                  |
| ---------------------------------------- | -------- | --------------- | --------- | -------------------------------------------------------- |
| mars 2008                                | mai 2020 | Daniel Cunisse  |           | Retraité des artisans, commerçants et chefs d'entreprise |
| mai 2020                                 | en cours | François Deneux |           | Ancien Cadre                                             |
| Les données manquantes sont à compléter. |          |                 |           |                                                          |

Sormonne a adhéré à la charte du parc naturel régional des Ardennes, à sa création en décembre 2011.

## Démographie
En 2022 , la commune de Sormonne comptait 527 habitants. À partir du XXIe siècle, les recensements réels des communes de moins de 10 000 habitants ont lieu tous les cinq ans. Les autres chiffres sont des estimations.
| 1793 | 1800 | 1806 | 1821 | 1831 | 1836 | 1841 | 1846 | 1851 |
| ---- | ---- | ---- | ---- | ---- | ---- | ---- | ---- | ---- |
| 276  | 312  | 348  | 412  | 454  | 478  | 495  | 505  | 458  |

| 1866 | 1872 | 1876 | 1881 | 1886 | 1891 | 1896 | 1901 | 1906 |
| ---- | ---- | ---- | ---- | ---- | ---- | ---- | ---- | ---- |
| 425  | 443  | 422  | 406  | 403  | 372  | 354  | 315  | 314  |

| 1911 | 1921 | 1926 | 1931 | 1936 | 1946 | 1954 | 1962 | 1968 |
| ---- | ---- | ---- | ---- | ---- | ---- | ---- | ---- | ---- |
| 270  | 244  | 262  | 260  | 242  | 242  | 234  | 238  | 223  |

| 1975 | 1982 | 1990 | 1999 | 2006 | 2008 | 2013 | 2018 | 2022 |
| ---- | ---- | ---- | ---- | ---- | ---- | ---- | ---- | ---- |
| 231  | 397  | 531  | 542  | 562  | 568  | 555  | 540  | 527  |

## Lieux et monuments

### L'église
L’église Saint-Jean-Baptiste de Sormonne est tombée en ruines et a été reconstruite au XVIe siècle. C'est une église fortifiée de Thiérache. Le chœur, le transept ainsi que les boiseries datent du XVe siècle. L’autel a été construit par Nicolas Tavernier Marguellie en 1742. La pierre derrière l’autel a été posée par Henry Vaucher.

### Sormonne dans la littérature
Sormonne est citée dans le poème d’Aragon, Le conscrit des cent villages, écrit comme acte de Résistance intellectuelle de manière clandestine au printemps 1943, pendant la Seconde Guerre mondiale.

## Personnalités liées à la commune
- Irénée Carré (1829-1909), inspecteur général de l'enseignement primaire, né et décédé dans cette commune, auteur de plusieurs ouvrages pédagogiques. Irénée Carré a notamment créé le certificat d'études primaires, souvent simplement appelé « certificat d'études » ou familièrement le certif, examen aujourd'hui disparu qui sanctionnait l'aboutissement des études primaires.